# Nematocampa vestitaria
Nematocampa vestitaria là một loài bướm đêm trong họ Geometridae.